# Стихтсе-Вехт
Стихтсе-Вехт (нидерл. Stichtse Vecht) — община в Нидерландах, в провинции Утрехт.

## История и география
Община Стихтсе-Вехт образована в центральной части Нидерландов 1 января 2011 года. В неё вошли существовавшие ранее коммуны Бреукелен, Лонен ан де Вехт и Маарсен, входившие и ранее в состав провинции Утрехт.
В общину (коммуну) Стихтсе-Вехт входят следующие населённые пункты: Нидтевехт, Врееланд, Лонерслоот, Лонен ан де Вехт, Ньюверслуис, Ньювер-Тер-Аа, Бреукелен, Кокенген, Маарсен-Дорп, Маарсенброк, Тьенховен, Оуд-Маарсевен, Моленполдер и Оуд-Зулен. Административное управление общиной осуществляется из города Маарсен.

## Политика
По результатам выборов в общинный совет, состоявшихся 25 ноября 2010 года, места распределились так: Народная партия за свободу и демократию (VVD) — 8 мест, Христианско-демократический призыв (CDA) — 5 мест, Маарсен2000 — 4 места,
Партия труда (Нидерланды) (PvdA) — 3 места, Зелёные-Левые (GroenLinks) — 2 места, Христианский Союз (CU)/Политическая реформатская партия (SGP) — 2 места, Демократы 66 (D’66) — 3 места, Движение «Бреукелен» — 1 место, Союз Вехте (Het Vechtse Verbond) — 2 места, «Конечно, Маарстен!» (Maarssen Natuurlijk!) — 1 место.
С 6 февраля 2020 года бургомистром Стихтсе-Вехт является Ап Рейндерс (беспартийный).